# Presunto inocente
Presunto Inocente, publicada en 1987, es la primera novela de Scott Turow. Cuenta la historia de un fiscal, Rusty Sabich, acusado del asesinato de su compañera y está contada en primera persona por el propio acusado.
La historia, como en muchas de las novelas de Scott Turow, tiene lugar en el ficticio Condado de Kindle. Algunos de los personajes menos importantes de la novela también aparecen en las posteriores novelas de Turow.
En 1995, la Mystery Writers of America la incluyó en su lista de las cien mejores novelas de misterio de todos los tiempos.

## Argumento
La novela comienza con el descubrimiento de Carolyn Polhemus muerta en su apartamento. El Fiscal del Distrito asigna el caso del asesinato a Rusty Sabich, fiscal y excompañero de trabajo de Carolyn. La historia se complica con el hecho de que Rusty era, además, examante de Carolyn. A lo largo de la novela, se descubre la relación entre ambos y la búsqueda del asesino por parte de Rusty.

## Adaptaciones
En 1990, la novela fue adaptada al cine, con Harrison Ford como protagonista. Posteriormente en 2024, se estrenó una adaptación en una serie de televisión, producida por Apple TV+.